# Randy Crawford
Veronica Randy Crawford je američka jazz i R&B pjevačica. Uspješnija je bila u Europi nego u Americi. Poznata je po pjesmama ''Street Life'' (kao gošća na hitu grupe The Crusaders), soul standardima ''One Day I'll Fly Away'', ''You Might Need Somebody'', pjesmi ''Almaz''.  
Prestala je nastupati 2018. Godine kada je pretrpila moždani udar.  